# Яршевская, Ванда
Ванда Яршевская (пол. Wanda Jarszewska; 3 января 1888 года, Варшава — 15 мая 1964 года, там же) — польская актриса театра и кино, театральный режиссёр.

## Биография
Училась на актёрских курсах драматической школы Варшавского музыкального общества. Дебютировала на сцене передвижного театра в 1905 г. Выступала сначала в разных передвижных труппах, а затем в театрах Кракова (1909-1919) и Варшавы (с 1919 года). Была также театральным режиссёром и выступала в фильмах. Похоронена на варшавском кладбище Старые Повонзки.

## Фильмография
- 1913 — Приключения пана Антония / Przygody pana Antoniego
- 1916 — Под ярмом тиранов / Pod jarzmem tyranów — Мария Зброя
- 1921 — Пан Твардовский / Pan Twardowski — Твардовская
- 1924 — Крылатый победитель / Skrzydlaty zwycięzca
- 1932 — Княгиня Лович / Księżna Łowicka — Гоноратка
- 1933 — Двенадцать стульев / Dvanáct křesel / Dwanaście krzeseł
- 1933 — Шпион в маске / Szpieg w masce — клиентка в магазине
- 1933 — Игрушка / Zabawka — мать Ханки
- 1933 — Прокурор Алиция Горн / Prokurator Alicja Horn — хозяйка Алиции Горн
- 1933 — Приговор жизни / Wyrok życia — служащая
- 1934 — Влюблён, любит, уважает / Kocha, lubi, szanuje — дама к обществу
- 1934 — Обеты уланские / Śluby ułańskie — хозяйка
- 1934 — Дочь генерала Панкратова / Córka generała Pankratowa — дама на приёме
- 1935 — Антек-полицмейстер / Antek Policmajster — сестра жены губернатора
- 1935 — Люби только меня / Kochaj tylko mnie — женщина в гостинице
- 1936 — Его большая любовь / Jego wielka miłość — актриса
- 1936 — Фред осчастливит мир / Fredek uszczęśliwia świat — мать Ирмы
- 1936 — Прокаженная / Trędowata — графиня Цьвилецкая
- 1936 — Ада! Это же неудобно!  / Ada! To nie wypada! — повариха Дзевановских
- 1936 — Август Сильный / August der Starke / August Mocny — домработница
- 1936 — 30 каратов счастья / 30 karatów szczęscia — Добровольская
- 1936 — Будет лучше / Będzie lepiej — жена Ручыньского
- 1936 — Американский скандал / Amerykańska awantura
- 1937 — Женщина и дипломатия, или Варшавский скандал / Dyplomatyczna żona — владелица салона моды
- 1937 — Ты, что в Острой светишь Браме... / Ty, co w Ostrej świecisz Bramie — пассажирка
- 1937 — Князёк / Książątko — женщина на дансинге
- 1937 — Знахарь / Znachor — мать Лешека
- 1937 — Солгавшая / Skłamałam — тётя Феля
- 1937 — Недотёпа / Niedorajda — Маевская, жена Онуфрия
- 1937 — Улан князя Юзефа / Ułan księcia Józefa — жена старосты
- 1938 — Костюшко под Рацлавицами / Kościuszko pod Racławicami — тётка Ханки
- 1938 — Женщины над пропастью / Kobiety nad przepaścią — руководитель женской полиции
- 1938 — Вереск / Wrzos — Вольская
- 1938 — Вторая молодость / Druga młodość — мать Тамары
- 1938 — Флориан / Florian — пани Рупейко
- 1938 — Граница / Granica — Давницкая
- 1938 — Сердце матери / Serce matki — жена курьера
- 1938 — Мои родители разводятся / Moi rodzice rozwodzą się — Рудославская, мать Крыси
- 1938 — Сигналы / Sygnały — комендант тюрьмы
- 1938 — За несовершённые вины / Za winy niepopełnione — мать Юлии
- 1939 — Белый негр / Biały Murzyn — Мацеёва
- 1939 — О чём не говорят / O czym się nie mówi... — старшая госпожа
- 1939 — Доктор Мурек / Doktór Murek — гадалка
- 1939 — Жена и не жена / Żona i nie żona — мать Нельы
- 1962 — Девушка из хорошей семьи / Dziewczyna z dobrego domu — тётя Иоанны